# Karakate
El monte Karakate, también llamado Muneta o Kortazar, tiene una altitud de 749 m s. n. m. Pertenece al macizo de Irukurutzeta o Mazelaegi y se encuentra enclavado en el valle del Deva, justo encima de donde este río recibe a su afluente principal, el río Ego, en el barrio eibarrés de Málzaga, en Guipúzcoa, País Vasco (España).
Karakate, Muneta o Kortazar, se sitúa entre las poblaciones de Placencia de las Armas y Elgóibar, presidiendo la entrada de Éibar donde su barrio de Málzaga se ubica a sus pies. Los tres pueblos lo tienen como monte preferencial, pero entre ellos es la villa de Placencia de las armas, o Soraluze, como se llama en euskera, quien más respeto le presta; no en vano sus habitantes pusieron una cruz presidiendo su pueblo en uno de los promontorios de esta montaña.
Desde Málzaga, Karakate presenta su faceta más sorprendente al alzar sus más de 700 m de altitud, repentinamente, con un desnivel superior a los 500 metros. Las vistas desde su cumbre, conquistada por las antenas de televisión y telecomunicaciones, son sorprendentes. Todo el valle del Deva queda a sus pies. De oeste a este se ve la cuenca del Ego y el bajo Deva, hasta el mar. Se aprecia la vecina Vizcaya con el telón del los montes del duranguesado al fondo, y, lejanas ya, las primeras estribaciones cántabras. Al sur, el alto Deba y la línea con Álava. Al suroeste se extiende un cordal que, sin perder nivel, nos lleva hasta Irukurutzeta e Irimo. Este cordal, aparte de ser un magnífico paseo por bonitos prados rodeados de bosque autóctono y de algunos pinares, está jalonado por un gran número de monumentos megalíticos reseñables.
El ascenso a su cumbre se ha facilitado al haberse construido, debido a la ubicación de las instalaciones de TV y telecomunicaciones, una carretera asfaltada (GI-3652) desde Placencia de las Armas que ofrece la posibilidad de un fácil ascenso para poder luego disfrutar del paseo por sus campas y de sus vistas.

## El nombre

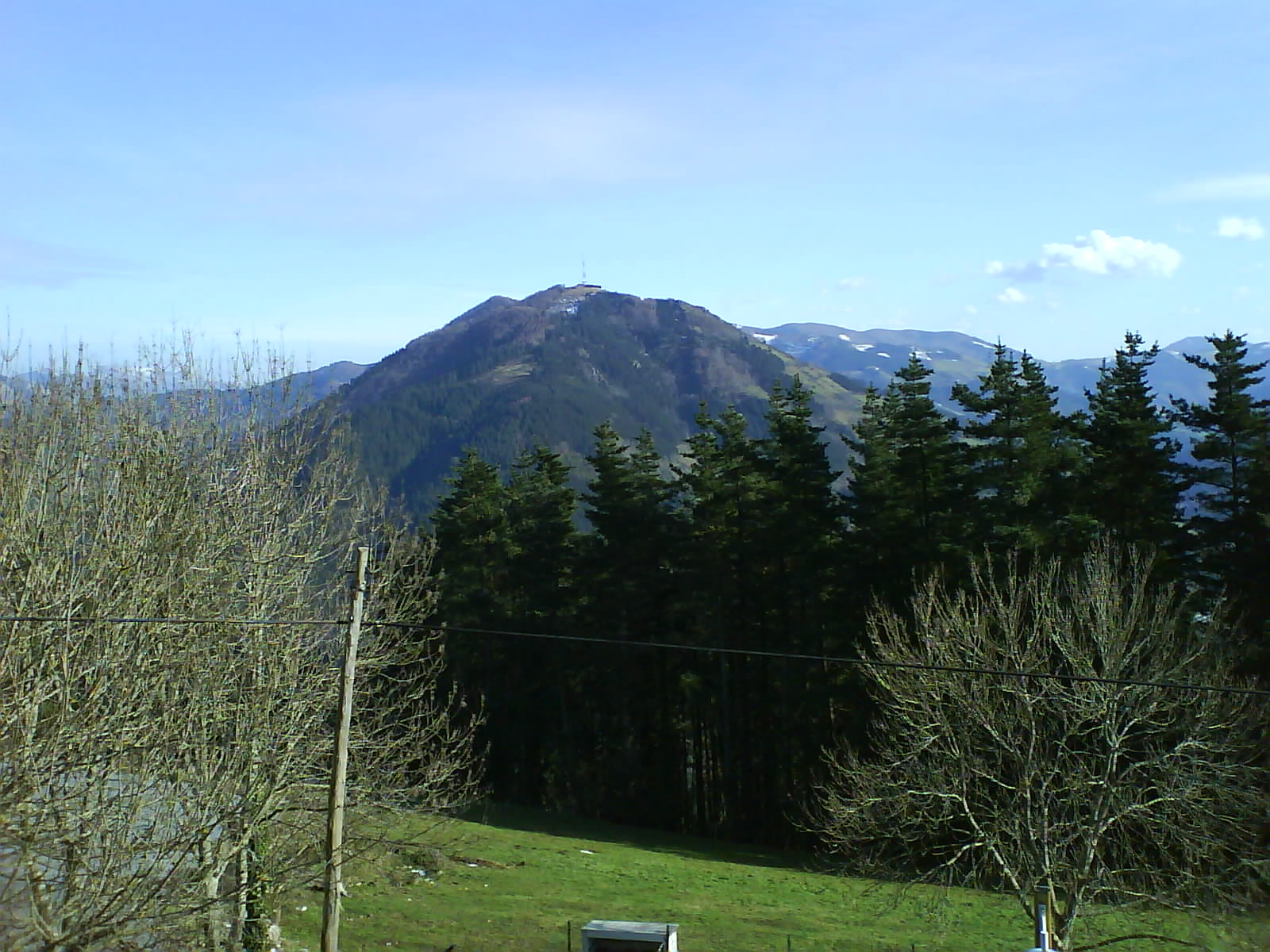
Vista de Karakate, desde Arrate.

En Éibar y en Placencia de las Armas se le conoce como Karakate; en los mapas figura como Muneta y también se oye el de Kortazar. Los tres nombres pertenecen a caseríos que se lo dan a la montaña. En la vertiende Elgoibarresa está el caserío Karakate; el caserío Muneta también se lo presta, pero sus habitantes dicen que el nombre del caserío es el de Kortazar y el de la montaña Kortazarreko Haitza.

## Paseo hasta Irukurutzeta
Desde la cumbre del Karakare, entre praderas de hierba, helechos, argomas, y rodeados de bosques, se puede caminar con un desnivel inexistente unos cuantos kilómetros hasta la cumbre del Irukurutzeta, Agirreburu e Irimo, por el cordal de Mazelaegi. La naturaleza del terreno, así como la panorámica que nos brindan los 800 m de altitud, hacen de este paseo uno de los más gratificantes de la montaña vasca y al alcance de casi cualquier paseante. La ruta atraviesa terrenos de los municipios de Vergara, Azcoitia, Anzuola, Elgóibar y Placencia de las Armas.
Los vestigios megalíticos son numerosos en la llamada Estación Megalítica Placencia-Elosua, a la que Barandiarán dio el nombre de ruta de los dólmenes descubiertos a por Barandiaran entre 1920 y 1921 y estudiados por él y Eguren entre 1921 y 1922. Nada más empezar encontramos el túmulo de Gizaburua o Gizaburuaga, descubierto por José Miguel de Barandiarán en 1920. Poco más adelante encontramos los dólmenes de Iruia o Idoixa y Atxolin, éste cerca de la cima que lleva el mismo nombre, y poco más adelante los túmulos de Aizkoin y de Pagobedeinkatu. El siguiente dolmen es el de Naasiko Goena y luego llegamos al de Arribirilleta y a la punta del Irukurutzeta (840 m). Este recorrido es de 4.700 m. Los dólmenes y túmulos que aquí encontramos pertenecen a los periodos Eneolítico o Edad del Bronce (entre 3000 y 900 años antes de Cristo. Hay catalogados un total de 16 monumentos de ellos 10 túmulos y 6 dólmenes. estudios posteriores realizado por la Sociedad de Ciencias Aranzadi han determinado que el dolmen de Arribiribilleta  es en realidad un mehir.
Encontramos cruces en Irukurutzeta (literalmente sitio donde hay tres cruces) y en Pagobedeinkatu. Antiguamente, y desde tiempos inmemoriales, se celebraban romerías en estos lugares, con su obligada misa, en ambos lugares, el domingo siguiente al 3 de septiembre. Al atardecer se realizaba el rito del conjuro, que consistía en que un vecino de Elosúa, montado a caballo, daba tres vueltas alrededor de las cruces de Irukurutzeta y Pagobedeinkatu con el fin de "ahuyentar el pedrisco", asegurando mediante este conjuro el éxito de la cosecha.

## Campamento romano
En 2016 el arqueólogo vizcaíno Antxoka Martínez Velasco halló vestigios de un campamento militar romano en la cumbre de Karakate. Se trata de un campamento de pequeñas dimensiones, un campamento básico de las tropas romanas, con una línea de defensa consistente en un talud de tierra y su foso. Estaba en cuesta y solo tenía una única entrada. El campamento era del tipo castra aestiva, muy básico y que permitía la ocupación por un corto periodo de tiempo, principalmente en verano.

## Rutas de ascenso
- Desde Málzaga (85 m), cruzando el cauce del Deba, emprender el camino justo donde se juntaban las vías de los ferrocarriles Bilbao - San Sebastián y Málzaga - Vergara.

- Desde Placencia de las Armas (100 m), por el barrio de San Andrés, por la carretera asfaltada hasta las antenas.

- Desde Elgóibar (45 m.), subiendo por la carretera que va al barrio de San Roque (Azkue), se deja atrás la ermita del mismo nombre y en unos 2 kilómetros de ascensión conduce hasta el caserío Beraseta donde termina la carretera asfaltada y se continúa por una pista hasta la cima.

Tiempos de acceso
- Málzaga : 1 h 15 min
- Placencia de las Armas: 1 h 30 min
- Elgóibar :1 h 15 min

Fuente (rutas de ascenso): Mendikat] (enlace roto disponible en Internet Archive; véase el historial, la primera versión y la última).